# 横泳ぎ
横泳ぎ（よこおよぎ）は泳法の一つで、泳者が横向きになり非対称な手足の動きをすることから命名された。ライフセービングでは有効な技術で、遠泳にも多く用いられる。両手と両足を同じ方法で同時に動かすのではなく、同時だが異なる方法で動かすため、横泳ぎでは泳者の持久力をより大きく発揮することができる。つまり、泳者がある方向を向いて泳ぐことに疲れた場合、反対方向を向いてもう一方の手足を使って泳ぐことができ、この動きの変化が使っていない方の手足の疲労を回復させることに繋がる。
両手は櫂のように動き、斜めの動きで力を無駄にしない。右を向く通常の泳法では、左腕は水中で緩やかに動いているに過ぎず、ほぼ休んでいる。そして、使った腕が疲れた場合は泳者は反対を向き、右腕が休んでいる間に左腕を働かせる。
両脚が曲がっている場合は反対方向に動き、両脚が合わさると真っ直ぐになる。蹴りの動きは不自然なほど大きく遅い。バタ足とは異なり小さな動きを素早く行うのではなく、脚を大きく広げより大きな推力を確保する。

## 歴史
| 「                   | 数年前まで一般的に、胸や腹を使った泳法が最も早い方法だと考えられてきたが、この意見は間違っていたことが示された。現在では横泳ぎこそが優れた泳法として普遍的に認められており、若い泳者もこれに従ってよく練習している。 | 」 |
| —H. Kenworthy (1846) | |    |

横泳ぎは古代、頭を水面上に上げて平泳ぎをするのが痛いと気付いた泳者から発展した。頭は自然に横を向き、これにより肩が落ちる。この状況ではあおり足が一般的になった。
日本泳法の一つでもあり、「伸泳（のしおよぎ）」とも呼ばれる。

## 改良
横泳ぎを改良した泳法がトラジオン・ストロークである。